# Knut Anders Sørum

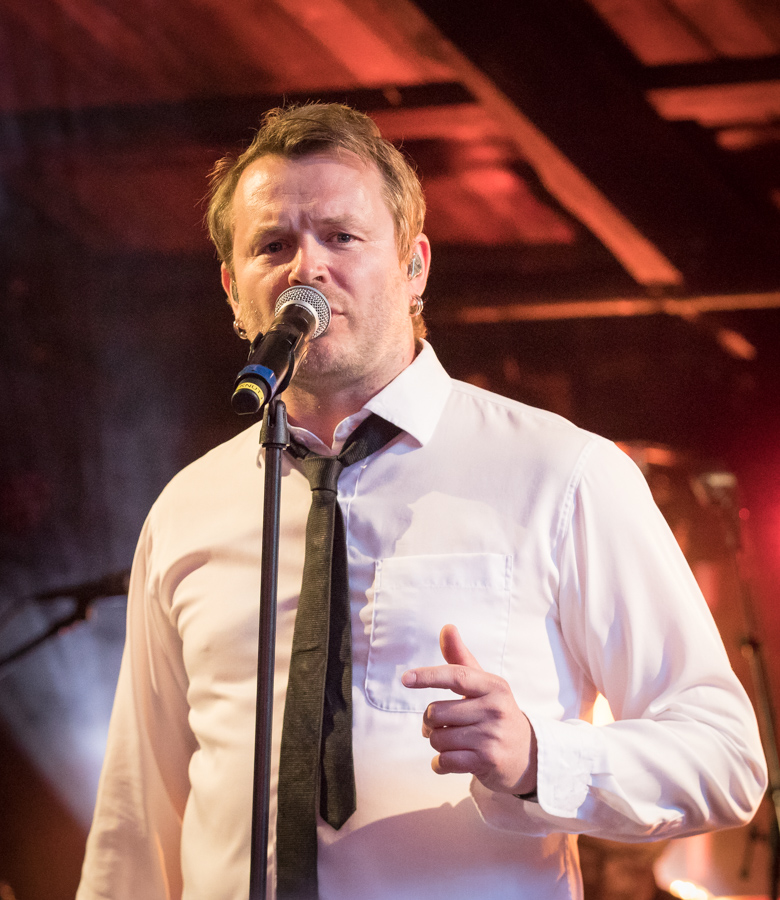
Knut Anders Sørum, Kongsberg Jazzfestival 2017

Knut Anders Sørum (Skreien, ca. 1977) is een Noorse zanger.
Op 27-jarige leeftijd won hij in 2004 de Melodi Grand Prix met het nummer High, geschreven door twee Zweedse componisten. Hij mocht dus Noorwegen vertegenwoordigen op het Eurovisiesongfestival 2004 in Istanboel waar hij laatste werd met 3 punten (van Zweden). Het was de 9de keer dat Noorwegen laatste eindigde.